# مايكل أوليفر
مايكل أوليفر (من مواليد 20 فبراير 1985) هو حكم كرة قدم إنجليزي محترف من أشينغتون، نورثمبرلاند. يتنسب إلى اتحاد نورثمبرلاند لكرة القدم. ينتمي إلى مجموعة مختارة من الحكام في إنجلترا ويدير بشكل أساسي مباريات الدوري الإنجليزي الممتاز. حصل على شارة الفيفا في عام 2012، مما سمح له بإدارة المباريات الدولية الكبرى. عين أوليفر لإدارة المباراة النهائية لكأس العالم تحت 17 سنة لكرة القدم عام 2015 وترقى إلى مجموعة حكام النخبة في الاتحاد الأوروبي لكرة القدم في عام 2018.

## مباريات بارزة

### مرحلة خروج المغلوب
| دوري أبطال أوروبا 2017–18 | دوري أبطال أوروبا 2017–18 | دوري أبطال أوروبا 2017–18 | دوري أبطال أوروبا 2017–18 |
| التاريخ                   | مباراة                    | ملعب                      | الجولة                    |
| ------------------------- | ------------------------- | ------------------------- | ------------------------- |
| 14 مارس 2018              | بشكتاش – بايرن ميونخ      | إسطنبول                   | دور الـ16                 |
| 11 أبريل 2018             | ريال مدريد – يوفنتوس      | مدريد                     | ربع النهائي               |